# 特拉帕尼足球俱樂部
特拉帕尼足球俱樂部（Trapani Calcio）是意大利的一家足球俱樂部，主場位於西西里島的特拉帕尼，球隊現在參加意大利足球丁级联赛的賽事。特拉帕尼足球俱樂部創建於1905年，是西西里島歷史最古老的球隊之一。球隊在歷史上多參加意丙和意丁聯賽。2013-14賽季，特拉帕尼首次參加意乙聯賽的賽事。

## 外部連結
- （意大利文） 官方網站